# Anadolu Efes SK
Der Anadolu Efes Spor Kulübü (bis 2011 Efes Pilsen Spor Kulübü) ist ein türkischer Basketballverein, beheimatet in Istanbul. Der Rekordmeister der Türkei gewann 16 Meistertitel, zwölfmal den türkischen Pokalwettbewerb und zweimal die EuroLeague (Stand 2025).

## Geschichte
Efes Pilsen wurde im Jahr 1976 durch die Übernahme des finanziell angeschlagenen Zweitligavereins Kadiköyspor gegründet. 1978 stieg Efes Pilsen ohne eine einzige Niederlage in die erste türkische Basketball-Liga auf. In der Saison 1978/79 feierte der Verein bereits seine erste Meisterschaft in der ersten Liga.
Seine größten Erfolge feierte der Verein in den 1990er Jahren. Neben zahlreichen nationalen Titeln konnte Efes Pilsen sich auch auf internationaler Ebene etablieren.
Am 16. März 1993 erreichte Efes Pilsen um die Spieler Larry Richard, Petar Naumoski und Ufuk Sarica das Finale des Europapokals der Pokalsieger in Turin, das er gegen den griechischen Gegner Aris Saloniki mit 48:50 verlor.
Im Jahre 1996, drei Jahre nach dem ersten Finalspiel, gewann Efes Pilsen als erste türkische Vereinsmannschaft den Korać-Cup. Das Finale gegen den italienischen Gegner Stefanel Milano wurde in zwei Spielen ausgetragen. Das erste Spiel in Istanbul am 6. März 1996 gewann Efes mit 76:68. Das Rückspiel am 13. März in Mailand verlor Efes Pilsen mit 70:77, hatte aber in der Gesamtwertung die Nase mit einem Punkt vorn und konnte somit die Trophäe mit nach Istanbul nehmen. Zum Kader der Siegermannschaft gehörten u. a. Petar Naumoski, Ufuk Sarica (ab der Saison 2010/11 Trainer bei Efes Pilsen), Murat Evliyaoğlu, Mirsad Türkcan, Volkan Aydin und Hüseyin Beşok. Ebenfalls zum Kader gehörte der am 10. Juli 2000 beim Sommercamp der Orlando Magic in Los Angeles infolge eines Herzanfalls verstorbene Power Forward und Rucker-Park-Legende Conrad McRae. In der Saison 1999/2000 erreichte man als erste türkische Mannschaft das Euroleague-Halbfinale.
Der Verein hat viele wichtige Spieler hervorgebracht, wie zum Beispiel Hidayet Türkoğlu und Mehmet Okur. Türkoğlu hat seine Karriere in der NBA im Jahr 2015 und Okur 2012 beendet. Okur spielte zuletzt bei den New Jersey Nets. In Europa bekannte Spieler wie Mirsad Türkcan und Hüseyin Beşok kommen ebenfalls aus der Jugendabteilung des Vereins.
Vor der Saison 2011/12 wurde der Vereinsname in Anadolu Efes SK geändert. Die Namensänderung wurde notwendig, da der türkische Gesetzgeber strengere Regelungen hinsichtlich der Werbung für Alkohol und Tabak verabschiedet hatte. Die Biermarke Efes Pilsen durfte daher nicht mehr im Vereinsnamen verwendet werden.
In der Saison 2020/21 gewann Anadolu Efes SK erstmals die EuroLeague. Damit war man die zweite türkische Mannschaft nach Fenerbahçe im Jahr 2017, der dieser Erfolg gelang. Im in Köln ausgetragenen Endspiel wurde der FC Barcelona mit 86:81 bezwungen. Beste Korbschützen der Mannschaft von Trainer Ergin Ataman waren im Endspiel Vasilije Micić (25 Punkte) sowie Shane Larkin (21 Punkte). Micić wurde als bester Spieler des Finalturniers ausgezeichnet. 2022 verteidigte Efes den Titel erfolgreich. Im Finale besiegte man in Belgrad Real Madrid mit 58:57.

## Erfolge
- 2× EuroLeague-Gewinner: 2021, 2022
  - 5× EuroLeague-Final Four: 2000, 2001, 2019, 2021, 2022
- 1× Korać-Cup-Gewinner: 1996
- 16× Türkischer Meister: 1979, 1983, 1984, 1992, 1993, 1994, 1996, 1997, 2002, 2003, 2004, 2005, 2009, 2019, 2021, 2023
- 12× Türkischer Pokalsieger: 1994, 1996, 1997, 1998, 2001, 2002, 2006, 2007, 2009, 2015, 2018
- 14× Türkischer Präsidentencup-Gewinner: 1986, 1992, 1993, 1996, 1998, 2000, 2006, 2009, 2010, 2015, 2018, 2019, 2022, 2024
- Europapokal-Finalist: 1993
- EuroLeague-Finalist: 2019

- erste türkische Vereinsmannschaft, die einen Europapokal gewann (Korać-Cup) [1996]
- erste türkische Vereinsmannschaft, die ein Europapokalfinale bestritt (Pokal der Pokalsieger) [1993]

## Aktueller Kader
| Nr. | Nat.               | Name                 | Position | Geburt     | Größe  | Info |
| --- | ------------------ | -------------------- | -------- | ---------- | ------ | ---- |
| 0   | /                  | Shane Larkin         | Guard    | 02.10.1992 | 180 cm | C    |
| 1   | Frankreich         | Rodrigue Beaubois    | Guard    | 24.02.1988 | 188 cm |      |
| 2   | Turkei             | Şehmus Hazer         | Guard    | 15.02.1999 | 191 cm |      |
| 6   | /                  | Nick Weiler-Babb     | Guard    | 12.12.1995 | 191 cm |      |
| 9   | Griechenland       | Georgios Papagiannis | Center   | 03.07.1997 | 220 cm |      |
| 10  | Frankreich         | Isaïa Cordinier      | Guard    | 28.11.1996 | 197 cm |      |
| 11  | Lettland           | Rolands Šmits        | Forward  | 25.06.1995 | 208 cm |      |
| 13  | Frankreich         | Brice Dessert        | Center   | 25.03.2003 | 211 cm |      |
| 15  | Vereinigte Staaten | PJ Dozier            | Guard    | 04.05.1995 | 193 cm |      |
| 17  | Frankreich         | Vincent Poirier      | Center   | 17.10.1993 | 213 cm |      |
| 19  | Turkei             | Burak Can Yıldızlı   | Guard    | 22.04.1994 | 204 cm |      |
| 21  | Vereinigte Staaten | Cole Swider          | Forward  | 08.05.1999 | 203 cm |      |
| 23  | /                  | David Mutaf Sarper   | Guard    | 14.06.2002 | 196 cm |      |
| 24  | /                  | Ercan Osmani         | Forward  | 04.08.1998 | 210 cm |      |
| 33  | Turkei             | Erkan Yılmaz         | Forward  | 03.12.1997 | 197 cm |      |

| Nat.      | Name               | Position       |
| --------- | ------------------ | -------------- |
| Serbien   | Igor Kokoškov      | Head Coach     |
| Kroatien  | Tomislav Mijatović | Assistenzcoach |
| Turkei    | Serhan Aydanarığ   | Assistenzcoach |
| Turkei    | Ümit Temoçin       | Assistenzcoach |
| Turkei    | Doruk Güneş        | Assistenzcoach |
| Slowenien | Rado Trifunović    | Assistenzcoach |
| Turkei    | İsmail Şenol       | Team Manager   |

| Abk. | Bedeutung                       |
| ---- | ------------------------------- |
| Nr.  | Trikotnummer                    |
| Nat. | Nationalität                    |
| C    | Mannschaftskapitän              |
| S    | Suspension                      |
|      | Verletzungsbedingte Inaktivität |